# Gare d’Ingwiller
Gare d’Ingwiller vasútállomás Franciaországban, Ingwiller településen.

## Vasútvonalak
Az állomást az alábbi vasútvonalak érintik:
- Mommenheim-Sarreguemines-vasútvonal
- Bouxwiller-Ingwiller-vasútvonal

## Kapcsolódó állomások
A vasútállomáshoz az alábbi állomások vannak a legközelebb:
- Gare de Wingen-sur-Moder
- Gare d’Obermodern